# 문일평
문일평(文一平, 1888년 5월 15일~1939년 4월 3일)은 일제강점기의 독립운동가이자 언론인·민족주의 사학자로, 호는 호암(湖岩)이다. 교육 활동과 일제 강점기 조선의 고서적, 역사에 대한 연구 등을 하였다. 그는 정인보, 안재홍과 함께 1930년대 조선학 운동을 주도한 역사학자이다.

## 생애
1905년 일본 유학을 하고 돌아와 교직에 있다가 1911년 다시 도일하여 와세다 대학에서 정치학을 전공하였다. 그러나 학업을 중단한 채 중국으로 망명하여 그곳 중국인 신문사에서 일을 하였다. 이 즈음 일본에서는 안재홍이 역시 정치를 공부하고 있어서 사귈 수 있었고, 중국에서는 박은식·신채호·정인보 등의 역사가나 김규식·조소앙·신규식·홍명희 등의 독립운동자들이 있어서 동지가 되었다.
귀국 후에는 민족사학의 여러 인사들과 더욱 깊은 유대를 맺는 가운데 중동·중앙·배재·송도 등의 학교에서 학생들을 가르쳤고, 1930년 대에는 조선일보에서 역사연구와 민중계몽에 전념하였다.
그의 연구물은 대개 이때 신문을 통해서 발표되었고, 《호암전집(湖岩全集)》으로서 집대성되었다. 그의 역사연구는 민족사학의 역사인식의 입장에서 행해졌으며, 민족사학의 한국 역사 체계화를 위한 사업의 일환으로서 수행되었다. 그의 역사의식이나 역사학은 신채호의 주장에서 출발하고 단재사학이 제시한 문제의 한 끝을 구체적인 작업으로서 개척한 것이었다. 그의 역사연구의 기본 목표는 대외관계에 있어서의 우리의 처지, 사회내부의 모순관계를 반역아를 통해서 찾아봄으로써 사회 발전의 계기를 찾으려 한 것, 아(我)의 생장 발달 상태를 사상·문화·예술·풍속 속에서 찾고 거기에서 민족문화 또는 민족정신을 소생시키려 한 세 가지 점에 압축되고 있다.
그는 '조선심(朝鮮心)' 또는 '조선 사상'을 강조하였다. 그는 다음의 글을 남겼다.

조선글은 조선심에서 생겨난 결정인 동시에 조선학을 길러주는 비료라 하려니와 조선글이 된 이래 9세기 동안에 조선의 사상계는 지는 듯 조는 듯 조선학 수립에 대하여 각별한 진전을 보지 못하였다. 그러나 오늘날 차차 낡은 사상에서 벗어나 새 사상의 자극을 받게 된 조선인은 조선을 재인식할 때가 왔다.

## 같이 보기
- 정인보
- 안재홍